# المدينة التاريخية لأغاديس
المدينة التاريخية لأغاديس هي المركز التاريخي لمدينة أغاديس في النيجر. وقد تم إدراجها في لائحة التراث العالمي لليونسكو سنة 2013.

## تاريخ
عرفت أغاديس باسم بوابة الصحراء، وقد تطورت في القرنين الخامس عشر والسادس عشر إثر تأسيس سلطنة آير واستقرار قبائل الطوارق في المنطقة. كان المركز التاريخي للمدينة، الذي يتضمن 11 حيّا بأشكال غير منتظمة، تحتوي على العديد من المساكن الترابية ومجموعة من المباني الفخمة والدينية المحفوظة جيدًا بما في ذلك مئذنة بارتفاع 27 مترًا مصنوعة بالكامل من الطوب اللبن، وهي أعلى مبنى في العالم. يتميز الموقع بالتقاليد الثقافية والتجارية والحرفية الموروثة والتي لا تزال تمارس حتى اليوم ويقدم أمثلة استثنائية ومتطورة للعمارة الترابية.

## معرض

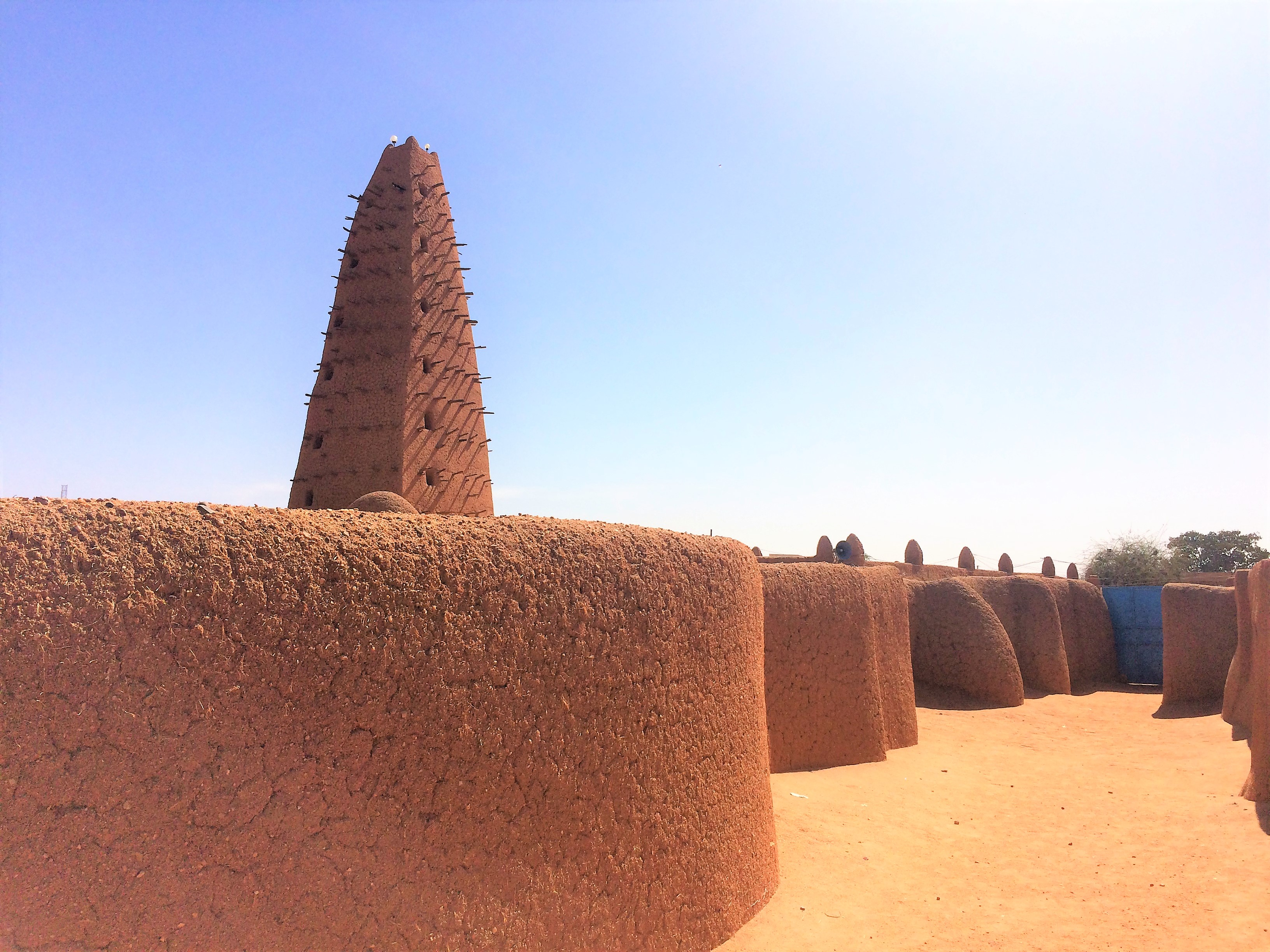
الجامع الكبير
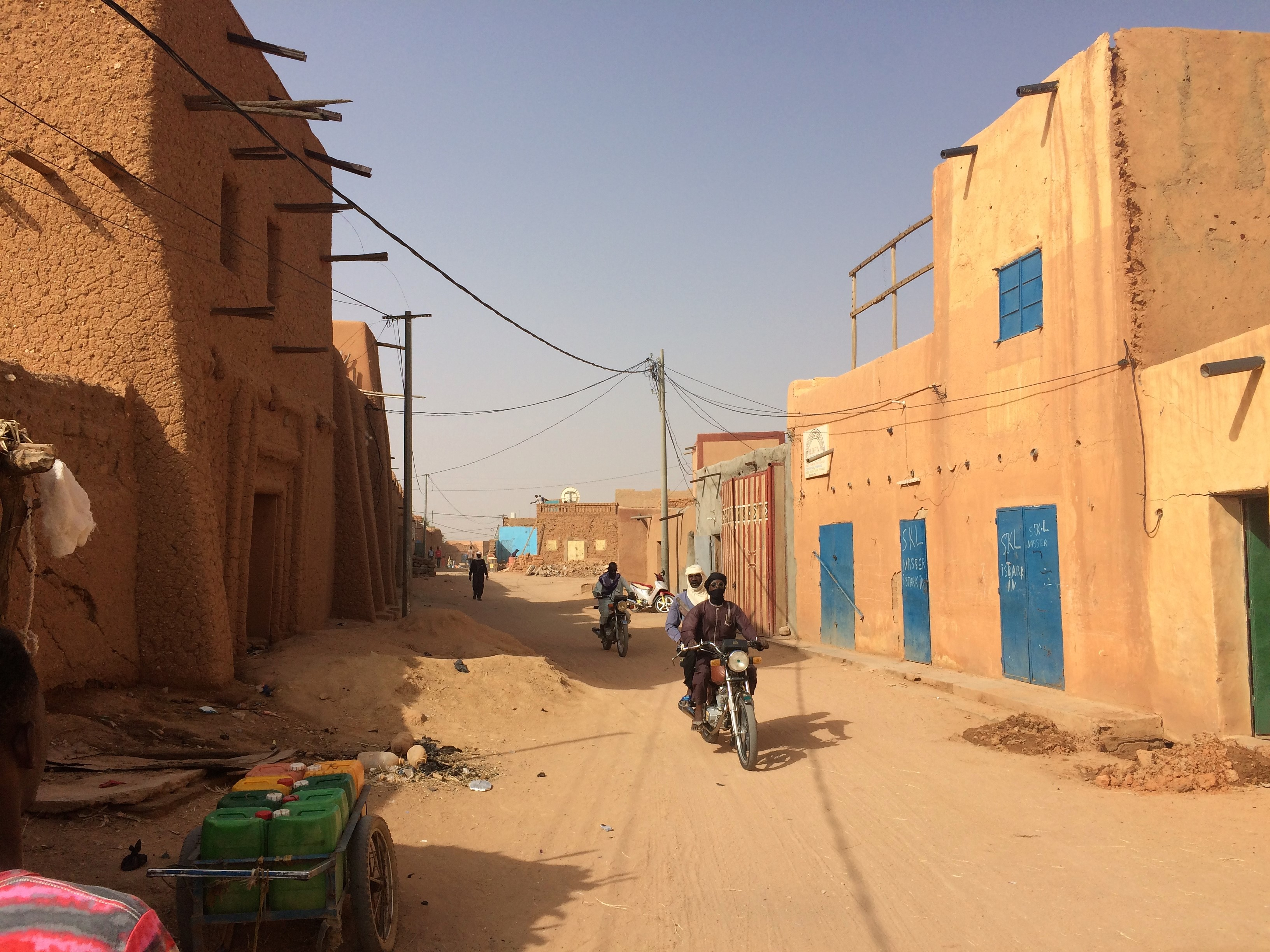
شارع في أغاديس
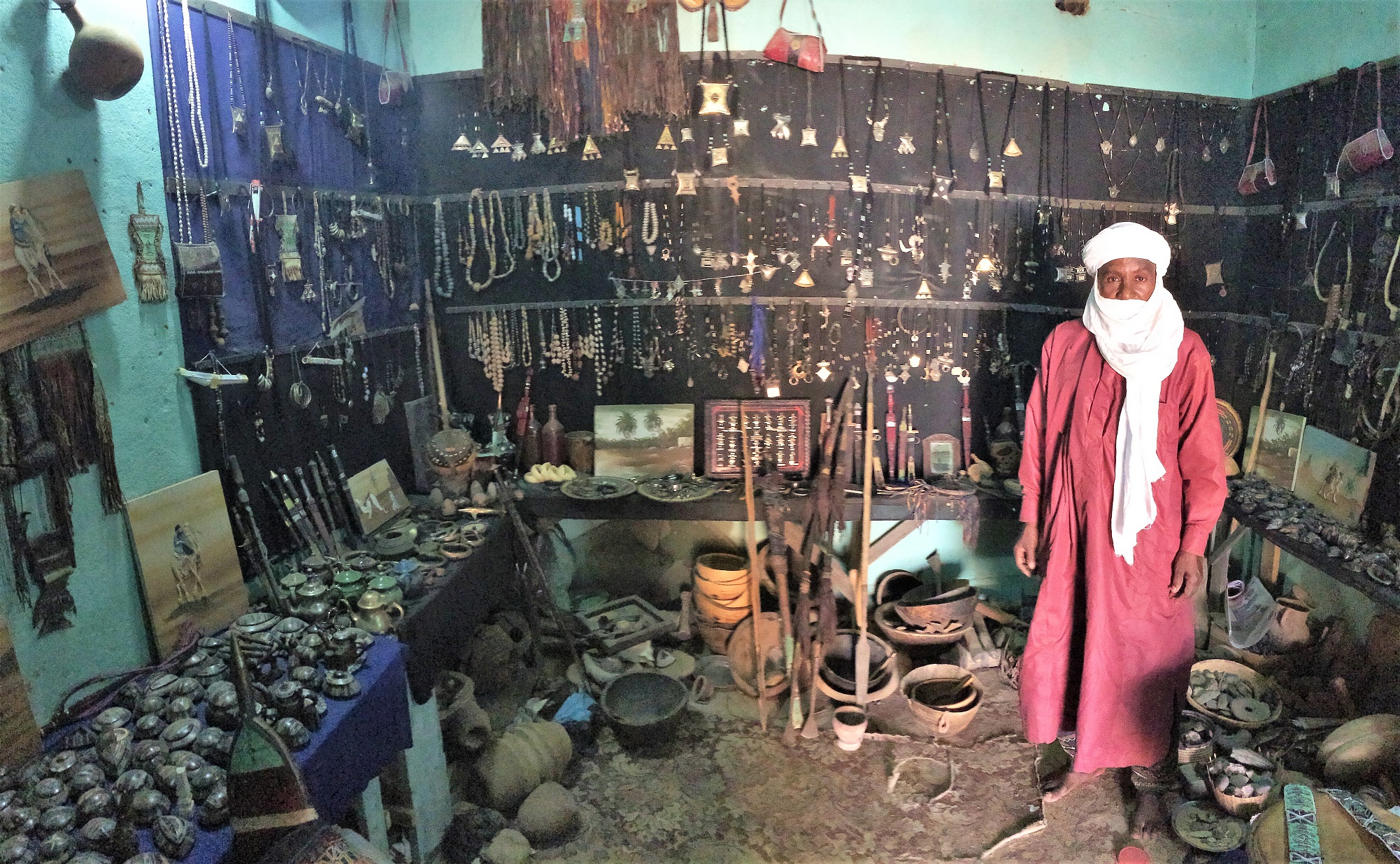
محل حرف يدوية
منزل طيني أغاديس